# قرار مجلس الأمن التابع للأمم المتحدة رقم 1893
قرار مجلس الأمن التابع للأمم المتحدة رقم 1893 المتخذ بالإجماع في 29 أكتوبر 2009.

## القرار
في إشارة إلى استمرار انتهاكات حقوق الإنسان ضد المدنيين في ساحل العاج، بما في ذلك العديد من أعمال العنف الجنسي، جدد مجلس الأمن لمدة عام آخر حظر توريد الأسلحة وحظر تجارة الماس في ساحل العاج، وكذلك فرض عقوبات محددة على سفر الأفراد الذين هددوا عملية السلام في الدولة الواقعة في غرب إفريقيا.
وباعتماد القرار 1893 (2009) بالإجماع، قال المجلس إنه سيستعرض تلك التدابير، التي كان من المقرر أن تنتهي في 31 أكتوبر، في ضوء التقدم المحرز في إجراء انتخابات رئاسية حرة ونزيهة والتقدم الآخر الذي تم إحرازه في تنفيذ الخطوات الرئيسية لاتفاق واغادوغو، الذي أنهى الصراع الذي قسم ساحل العاج بين الشمال الذي يسيطر عليه المتمردون والجنوب الذي تسيطر عليه الحكومة منذ عام 2002.
وطالب المجلس جميع الأطراف في ساحل العاج الوصول دون عوائق إلى فريق الخبراء المنشأ لرصد الجزاءات، ومدد ولاية ذلك الفريق لمدة عام آخر، وطلب من الفريق أن يدرج في تقاريره معلومات عن الأشخاص الذين يمنعونه من الوصول إلى الأسلحة، الذخيرة والمواد ذات الصلة.
وأكد المجلس من جديد أن أي تهديد للعملية الانتخابية أو أي عقبة خطيرة أمام حرية حركة عملية الأمم المتحدة في ساحل العاج أو القوات الفرنسية التي تدعمها، وكذلك أي إعاقة للممثل الخاص للأمين العام أو الميسر يشكل تهديدا لعملية السلام والمصالحة الوطنية.
وشدد المجلس على استعداده لفرض تدابير محددة ضد الأشخاص الذين ثبت أنهم يشكلون خطرا على عملية المصالحة الوطنية في ساحل العاج، وكذلك ضد أولئك الذين يهددون حقوق الإنسان هناك.